# مدر اللبن

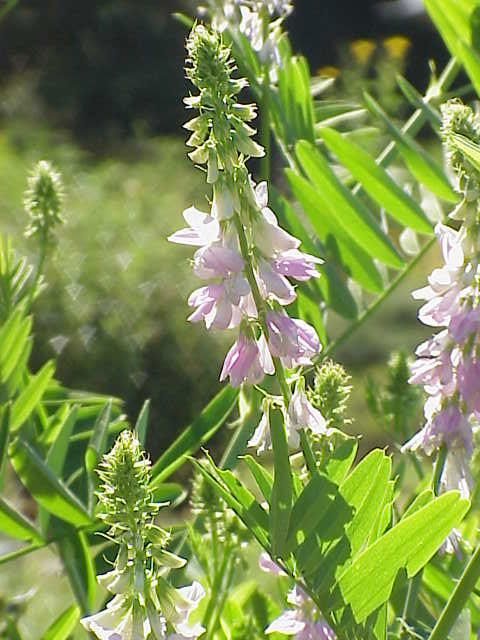
مدرة مخزنية إحدى النباتات التي يُعتقد إنها تعزز الرضاعة

مُدِرُّ اللَّبَن (بالإنجليزية: galactagogue أو galactogogue) (باليونانية: γαλακταγωγό)، هي عبارة عن مادة تعزز الرضاعة لدى البشر أو الحيوانات الأخرى. وهذه المادة قد تكون اصطناعية، أو مشتقة من النباتات، أو قد تكون ذاتية التنشاً داخل الكائن الحي. والتي يمكن إستخدامها لعلاج فشل الرضاعة.

## المستحضرات الدوائية الصيدلانية
مُدِرات اللَبَن الاصطناعية مثل الدومبيريدون والميتوكلوبراميد تتفاعل مع نظام الدوبامين وبهذه الطريقة يزداد إنتاج البرولاكتين؛ تحديداً، من خلال إعاقة مستقبلات D2. هناك بعض الإدلة التي تشير إلى إن الأمهات غير القادرات على تلبية احتياجات أطفالهن من الرضاعة الطبيعة قد يستفدنَ من مُدِرات اللَبَن. يمكن اعتبار مدرات اللبن عندما يتبين إن التدخلات غير الدوائية غير كافية. على سبيل المثال، قد يكون الدومبيريدون خياراً لإمهات الإطفال الخدج الذين مضى أكثر من 14 يوم على ولادتهم وبعد دعم الرضاعة الكامل، لايزلن لديهن صعوبة فيإستدرار حليب الثدي بكميات كافية لإحتياجات أطفالهم.
الدومبيريدون (مثل الميتوكلوبراميد ومضادمستقبلات D2) لم تتم الموافقة عليها لتعزيز الرضاعة في الولايات المتحدة. على العكس في أستراليا، حيث إن الدومبيريدون هو مدر اللبن المفضل في أستراليا عندما تكون النهج أو التدخلات غير الدوائية غير كافية. وعلى عكس الميتوكلوبراميد فإن الدومبيريدون لا يعبر حاجز الدم في الدماغ، ولا يميل لأن تكون له آثار سلبية مثل النعاس أو الاكتئاب.
الأدوية الأخرى التي تعزز الرضاعة هي:
- مضادات الذهان مثل الريسبيريدون والكلوربرومازين والسلبيريد، وذلك لقدرتها على عرقلة مستقبلات D2.[11]
- هرمونات معينة مثل الأوكسيتوسين، وهرمون النمو (GH)، وهرمون مطلق لموجهة الدرقية (TRH)، وهرمون منبه الدرقية (TSH).[11]

## الأعشاب
الأعشاب والأطعمة التي تستخدم كمدرات للبن لديها أدلة علمية قليلة أو معدومة عن فعالية وهوية ونقاء الأعشاب بسبب عدم كفاية متطلبات الاختبار. والأعشاب الأكثر شيوعاً كمدرات للبن هي:
- الهليون (Asparagus racemosus).[13]
- الحلبة (Trigonella foenumgraecum).[13][14]
- زهرة الغمد العطرة (Coleus amboinicus)، والتي تم إستخدامها من قبل شعب الباتاقيون في إندونيسيا بوصفها مدر للبن منذ مئات السنين.[13][15]
- الشمر (Foeniculum vulgare).[13]
- سلبين مريمي (Silybum marianum).[13]
- كف مريم (Vitex agnus castus).[13]
- مدرة مخزنية (Galega officinalis).[13]

الأعشاب الأخرى التي يُزعم أن تكون مدرة للبن تشمل:
- قنطريون مبارك (أسماء أخرى بلوطي، قنطريون مبارك، شوك مبارك، مويه).[16][17]
- برسيم حجازي (أو الفِصْفِصَة).[17]
- يانسون.[17]
- قراص (أو الحريقة).[17]
- مسحوق الشوفان.[17]
- رعي الحمام.[17]
- ورق التوت الأحمر.[17]
- جذور الختمية.[17]
- بان (أو المورنغا).[18]

تنقسم مدرات اللبن العشبية إلى تلك التي يعتقد إن لديها عمل المسكن على الرضع والمرضعات نظراً لوجود تراكيب طيارة، والتي يمكن أن تنتقل من خلال حليب الأم نفسهِ. أو إلى تلك التي تعزز إنتاج الحليب دون أن يؤثر بشكل مباشر على محتوى الحليب، هذه غالباََ ما تبدو لأن تكون مرتبطة لمحتوى الأنيثول.

## إنظر أيضاً
- ثر اللبن
- تداوي بالأعشاب